# Долина покоя
«Долина покоя» (англ. The Vale of Rest) — картина художника-прерафаэлита Джона Эверетта Милле, написанная им в 1858—1859 годах.

## Описание
На полотне изображена сцена на кладбище в надвигающихся сумерках. За кладбищенской стеной видна невысокая часовня с колоколом. На переднем плане две католические монахини. Одна из них сидя на надгробной плите в скрещенных пальцах держит розарий и с тоскливым взглядом обращена к наблюдателю картины. Вторая монахиня лопатой роет могилу, рядом с ней лежит кирка. Предплечья и тело работающей напрягаются под тяжестью земли.

## Критика
Арт-критик Том Люббок так отзывался о картине:
«Могилы. Сумерки. Ограда. Жуткие очертания деревьев. Монахини. Католики (в Англии, что до сих пор вызывают подозрение). Сегрегация по половому признаку. Религиозность. Хозяйка и служанка, властные взаимоотношения, возможно, более глубокая эмоциональная кабала. Женский труд. Кого-то хоронят или эксгумируют. Два венка. Глубоко-тёмная земля. Трупы, тайны, заговор, страх. Это картина, которая вырывает все ограничения»
Картина является одной из многих, спародированных английской художницей-юмористкой Флоренцей Клакстон в её картине The Choice of Paris: An Idyll (1860). Критика Клакстон направлена на «уродство ранних картин прерафаэлитов путём преувеличения деталей многих их работ, включая „Долину покоя“, „Клаудио и Изабелла“ Ханта, и, лежащую в траве Элис Грей из „Весны“».